# Five Blind Dates
Five Blind Dates ist ein australischer Spielfilm aus dem Jahr 2024 von Shawn Seet mit Shuang Hu. Die romantische Komödie wurde am 13. Februar 2024 auf Prime Video veröffentlicht.

## Handlung
Lia ist Mitte 20 und führt in Sydney in Australien nach dem Tod ihrer Großmutter einen traditionellen chinesischen Teeladen. Sie betreibt das Geschäft gemeinsam mit einem Freund, allerdings bringt der Laden nicht genügend ein und es droht die Schließung.
Bei der Verlobungsfeier ihrer Schwester erhält sie eine Prophezeiung einer Wahrsagerin, wonach ihr privates und berufliches Glück zusammenhängen und eines der nächsten fünf Dates hierfür entscheidend sein würde. Lia könne ihr Geschäft nur retten, wenn sie ihren Seelenverwandten findet und heiratet. Obwohl Lia der Prophezeiung keinen Glauben schenkt, lässt sie sich auf Drängen ihrer Verwandten und Freunde auf fünf Dates ein.

## Besetzung und Synchronisation
Die deutschsprachige Synchronisation übernahm die Splendid Synchron. Dialogregie führte Heiko Obermöller, das Dialogbuch schrieb Ilya Welter.
| Rolle   | Darsteller     | Synchronsprecher         |
| ------- | -------------- | ------------------------ |
| Alice   | Tiffany Wong   | Christiane Werk          |
| Apollo  | Desmond Chiam  | Arne Obermeyer           |
| Cici    | Sara West      | Philippine Pachl         |
| Curtis  | Rob Collins    | Heiko Obermöller         |
| Ezra    | Jon Prasida    | Benedikt Hahn            |
| Jing    | Renee Lim      | Ilya Welter              |
| Lia     | Shuang Hu      | Lea Fleck                |
| Mason   | Ilai Swindells | Lars Walther             |
| Michael | Joshua McElroy | Cédric Cavatore          |
| Mimi    | Meg Clarke     | Julia Breier             |
| Mrs. Li | Gabrielle Chan | Marion Mainka            |
| Nigel   | Scott Lee      | Michael Borgard          |
| Richard | Yoson An       | Jan Langer               |
| Rosie   | Mel Jarnson    | Signe Zurmühlen          |
| Xian    | Tzi Ma         | Volker Niederfahrenhorst |

## Produktion und Hintergrund
Der Film wurde von Goalpost Pictures produziert, als Produzenten fungierten Kylie du Fresne, Shuang Hu und Nathan Ramos-Park.
Die Kamera führte Martin McGrath, die Musik schrieben Jina Hyojin An und Shirley Song und die Montage verantworteten Wendy Greene Bricmont und Mark Warner. Das Production-Design gestaltete Carlo Crescini und das Kostümdesign Rita Carmody.
Unter der Regie von Prarthana Mohan entstand mit Prophezeiung... Liebe (2025) ein Film basierend auf Five Blind Dates mit Simone Ashley und Hero Fiennes Tiffin in den Hauptrollen.

## Rezeption
Oliver Armknecht bewertete den Film auf film-rezensionen.de mit vier von zehn Punkten. Wenn eine Wahrsagerin berufliches und amouröses Glück innerhalb von fünf Dates vorhersagt, sei das weder sonderlich komisch noch romantisch. Lediglich der Aspekt der kulturellen Tradition und des Familienerbes sei erwähnenswert.
Filmdienst.de schrieb, dass die romantische Komödie zwar als Hommage an die sinoaustralische Community einen gewissen Charme habe, aber in der Figurenzeichnung vor allem der Männerfiguren blass und in der Handlungsführung vorhersehbar und ohne zündenden Witz bleibe.